# 4573 Piešťany
4573 Piešťany là một tiểu hành tinh vành đai chính với chu kỳ quỹ đạo là 1934.7177851 ngày (5.30 năm).
Nó được phát hiện ngày 5 tháng 10 năm 1986.